# خسرو سوم، پادشاه ارمنستان
خسرو سوم کوتاک (ارمنی: Խոսրով Գ Կոտակ، Khosrov III Kotak; "" Kotak "به معنای "کوچک" است) شاهزاده اشکانی ارمنی بود که به عنوان یک شاه دست‌نشانده توسط روم بین سال‌های ۳۳۰–۳۳۹ میلادی پادشاه ارمنستان شد.
خسروف (تلفظ ارمنی نام خسرو) پسر و جانشین پادشاه تیرداد سوم، پادشاه ارمنستان و ملکه آشخن بود. همچنین دو خواهر داشت که نام یکی سالومه و دیگری که گمنام بود. خسرو لقب "Kotak" را به علت کوتاه‌قدی و جثه کوچکش دریافت کرد. نام او را همنام نام پدربزرگ پدری‌اش خسرو دوم، پادشاه ارمنستان گذاشتند. چند تن از پادشاهان دودمان اشکانی و پادشاهان ارمنی سلسله اشکانی ارمنستان نیز با این نام شناخته می‌شوند.

## پادشاهی
خسرو از نظر اخلاقی و جسمی برخلاف پدرش، و فاقد قدرت بود، با این حال از نظر دیپلماتیک بسیار باتدبیر و مورد حمایت پدرش بود. ارمنستان تحت حکومت او از یک دوره شکوفایی برخوردار بود. وی یک شکارگاه (که به نام او نامگذاری شد) و شهر دوین تأسیس کرد که بعداً به پایتخت ارمنستان تبدیل شد.
در زمان سلطنت خسرو، دو اسپراپت، واچه از خاندان مامیکونیان و واهان از خاندان آماتونی، به خاطر شهامت خود در جنگ، از دیگران متمایز شدند و اغلب برای کمک به پادشاه می‌آمدند. در طی این سالها، احساسات طرفدار شاهنشاهی ساسانی و ضد مامیکونی در ارمنستان رشد کرد و احساسات ضد رومی نیز افزایش یافت. گروه‌های طرفدار ساسانی محبوبیت زیادی کسب کردند به طوری که در ترور سنت ارسطاک اول، پسر دوم گریگور روشنگر نقش داشتند. در این دوران پادشاه ساسانی شاپور دوم دو بار به ارمنستان حمله کرد و مناطقی را به دست آورد. واچه مامیکونیان در آن نبردها کشته شد و بعدها توسط کلیسای حواری ارمنی به خاطر فداکاری خود مقدس خوانده شد. خسرو در سال ۳۳۹ درگذشت و پسرش تیگران هفتم (تیران) جانشین وی شد.
خسرو از همسری ناشناس صاحب سه فرزند شد:
- پسر، تیگران هفتم، معروف به تیران.
- دختر، ورازدخت. او با پاپاس (پاپ)، پسر اول سنت هوسیک اول ازدواج کرد. هوسیک اول که در سال ۳۴۸ از مقام جاثلیق خود صرف نظر کرد.
- دختر، بامبیش. او با پسر دوم سنت هوسیک ازدواج کرد و صاحب پسری شدند به نام نرسس یکم (پارسی میانه: نرسی) که در آینده جاثلیق ارمنستان می‌شود.